# 万德雷·卢森博格
万德雷·卢森博格·达席尔瓦（葡萄牙語：Vanderlei Luxemburgo da Silva，1952年5月10日—），巴西人，足球教練。

## 生平
球員時代的盧森貝高出身於巴西球會保地花高，一生都只在巴西聯賽效力，但曾效力過勁旅之一的國際體育會。退役後盧森貝高轉任教練，先後執教過多家球會，包括了班霸級的法林明高、哥連泰斯、彭美拉斯和山度士等等。由於巴西球會辭退教練次數相當頻密，盧森貝高幾乎大部分時間都只是執教了一兩年左右。單在是執教法林明高等強隊，也是離開球會後再重返球會執教。
1998年世界杯後盧森貝高執教了巴西國家隊，當時巴西剛失意世界杯，尤其是欠缺靈魂人物，盧森貝高特意以李華度為核心，配合舊有主力如朗拿度等，組織成全新球隊。1999年7月盧森貝高成功帶領朗拿度、李華度等人，在美洲國家盃贏得冠軍。這成績為當時一度陷入低潮的巴西國家隊注入生氣。
可是之後不久巴西成績又急轉直下，國家隊於是在2000年辭退了盧森貝高。事後外界紛紛批評盧森貝高戰術和用人政策，導致巴西國家隊失利頻頻。

### 皇家馬德里
2004年西班牙甲組足球聯賽球會皇家馬德里聘請了盧森貝高為教練。他上任後引進了多名巴西國腳，包括羅賓奴和巴迪斯達等，並收購了多名球員如沙治奧·拉莫斯等等。
盧森貝高上任後皇家馬德里在聯賽一度連贏7場，豈料之後卻失分頻頻。而盧森貝高提倡的4-2-2-2陣式完全發揮不到作用。加以球員內訌頻生，球員驕橫跋扈，令盧森貝高倍添壓力。僅執教半年，盧森貝高終在2005年12月被球會辭退。

### 天津权健
2016赛季，志在冲超的中甲球队天津权健聘请卢森博格执掌球队。天津权健投入巨大，重金引入贾德森、法比亚诺、格乌瓦尼奥等多名巴西球员。然而，到2016年6月时，天津权健已经七轮不胜，排名落至第8位，与升级区相差10个积分，卢森博格被解雇。几个月后，卢森博格对记者称，他带队时与球隊副總經理李玮峰产生矛盾，李玮峰联合球员，试图用输球的方法令他失去工作。卢森博格提到与青岛中能的比赛中球隊後衛基蓝马三次失误导致球队输球。球队并未布置造越位战术，但基蓝马被突破后只举手示意对方越位，而不追赶防守。

## 執教俱樂部榮譽
- 5次 巴西甲組足球聯賽冠軍 (1993, 1994, 1998, 2003, 2004)
- 1次 巴西乙組足球聯賽冠軍 (1989)
- 1次 巴西杯冠軍 (2003)
- 8次 聖保羅州足球甲級聯賽冠軍 (1990, 1993, 1994, 1996, 2001, 2006, 2007, 2008)
- 1次 聖埃斯皮里圖州足球甲級聯賽（英语：Campeonato Capixaba）冠軍 (1983)
- 2次 米納斯吉拉斯州足球甲級聯賽（英语：Campeonato Mineiro）冠軍 (2003, 2010)
- 1次 里約熱內盧州足球甲級聯賽（英语：Campeonato Carioca）冠軍 (1991)
- 2次 里約-聖保羅錦標賽冠軍 (1993, 1997)
- 1次 美洲盃足球賽冠軍 (1999)
- 1次  奧運賽前錦標賽（Pre-Olympic Tournament）冠軍 (2000)